# Hans Bäselsöder
Hans Bäselsöder (* 1. Februar 1900 in Nürnberg; † 1983) war ein deutscher Lehrer und nationalsozialistischer Funktionär.
Er war zunächst Lehrer in Birnbaum und trat zum 1. März 1930 der NSDAP bei (Mitgliedsnummer 206.105). Als 1937 in Nürnberg das Reichspropagandaamt aus der Landesstelle Franken des Reichspropagandaministeriums gebildet wurde, übernahm er als „Landeskulturverwalter“ dessen Leitung. Bäselsöder stand auf der Einheitsliste (Liste des Führers) zur Reichstagswahl 1938, zog aber nicht in den Reichstag ein. Bäselsöder beteiligte sich an der Verfolgung jüdischer Mitmenschen. So boykottierte er nach dem Tod von Max Süssheims am 1. März 1933 über viele Jahre die Bemühungen der Witwe Süssheims, die wertvolle Kunstsammlung Süssheims nach New York zu exportieren. Sofort nach der Pogromnacht an 10, November 1938 nahm sie sich das Leben.